# Kamissi
Kamissi är en ort i Burkina Faso.   Den ligger i provinsen Gnagna Province och regionen Est, i den centrala delen av landet, 170 km nordost om huvudstaden Ouagadougou. Kamissi ligger 265 meter över havet och antalet invånare är 712.
Terrängen runt Kamissi är platt. Runt Kamissi är det ganska glesbefolkat, med 21 invånare per kvadratkilometer.. Närmaste större samhälle är Siédougou, 8,9 km norr om Kamissi.
Trakten runt Kamissi består i huvudsak av gräsmarker.